# Замбія на літніх Олімпійських іграх 2016
Замбія на літніх Олімпійських іграх 2016 була представлена 7 спортсменами в 4 видах спорту. Жодної медалі замбійці не завоювали.

## Спортсмени
| Дисципліна     | Чоловіки | Жінки | Разом |
| -------------- | -------- | ----- | ----- |
| Легка атлетика | 2        | 1     | 3     |
| Бокс           | 1        | 0     | 1     |
| Дзюдо          | 1        | 0     | 1     |
| Плавання       | 1        | 1     | 2     |
| Разом          | 5        | 2     | 7     |

## Легка атлетика
Трекові і шосейні дисципліни
| Спортсмен         | Дисципліна                   | Попередній забіг | Попередній забіг | Чвертьфінал | Чвертьфінал | Півфінал        | Півфінал        | Фінал            | Фінал            |
| Спортсмен         | Дисципліна                   | Результат        | Місце            | Результат   | Місце       | Результат       | Місце           | Результат        | Місце            |
| ----------------- | ---------------------------- | ---------------- | ---------------- | ----------- | ----------- | --------------- | --------------- | ---------------- | ---------------- |
| Джордан Чіпангама | марафонський біг (чоловіки)  | Н/Д              | Н/Д              | Н/Д         | Н/Д         | Н/Д             | Н/Д             | 2:24:58          | 93               |
| Джеральд Фірі     | біг на 100 метрів (чоловіки) | Bye              | Bye              | 10.27       | 4           | Завершив виступ | Завершив виступ | Завершив виступ  | Завершив виступ  |
| Кабанге Мупопо    | біг на 400 метрів (жінки)    | 51.76            | 2 Q              | Н/Д         | Н/Д         | 52.04           | 7               | Завершила виступ | Завершила виступ |

Легенда
- Note – для трекових дисциплін місце вказане лише для забігу, в якому взяв участь спортсмен
- Q = пройшов у наступне коло напряму
- q = пройшов у наступне коло за добором (для трекових дисциплін - найшвидші часи серед тих, хто не пройшов напряму; для технічних дисциплін - увійшов до визначеної кількості фіналістів за місцем якщо напряму пройшло менше спортсменів, ніж визначена кількість)
- NR = Національний рекорд
- SB = Найкращий особистий результат у сезоні
- N/A = Коло відсутнє у цій дисципліні
- Bye = спортсменові не потрібно змагатися у цьому колі

## Бокс
| Спортсмен    | Категорія           | 1/16 фіналу        | 1/8 фіналу         | Чвертьфінали       | Півфінали          | Фінал              | Фінал           |
| Спортсмен    | Категорія           | Суперник Результат | Суперник Результат | Суперник Результат | Суперник Результат | Суперник Результат | Місце           |
| ------------ | ------------------- | ------------------ | ------------------ | ------------------ | ------------------ | ------------------ | --------------- |
| Бенні Музійо | до 75 кг (чоловіки) | Şipal (TUR) L 1–2  | Завершив виступ    | Завершив виступ    | Завершив виступ    | Завершив виступ    | Завершив виступ |

## Дзюдо
| Спортсмен    | Категорія           | 1/32 фіналу        | 1/16 фіналу            | 1/8 фіналу             | Чвертьфінали       | Півфінали          | Втішний поєдинок   | Фінал / БМ         | Фінал / БМ      |
| Спортсмен    | Категорія           | Суперник Результат | Суперник Результат     | Суперник Результат     | Суперник Результат | Суперник Результат | Суперник Результат | Суперник Результат | Місце           |
| ------------ | ------------------- | ------------------ | ---------------------- | ---------------------- | ------------------ | ------------------ | ------------------ | ------------------ | --------------- |
| Метьюз Пунца | до 66 кг (чоловіки) | Bye                | Поллак (ISR) W 100–000 | Гомбоч (SLO) L 000–101 | Завершив виступ    | Завершив виступ    | Завершив виступ    | Завершив виступ    | Завершив виступ |

## Плавання
| Спортсмен            | Дисципліна                        | Попередній заплив | Попередній заплив | Півфінал         | Півфінал         | Фінал            | Фінал            |
| Спортсмен            | Дисципліна                        | Час               | Місце             | Час              | Місце            | Час              | Місце            |
| -------------------- | --------------------------------- | ----------------- | ----------------- | ---------------- | ---------------- | ---------------- | ---------------- |
| Ральф Говея          | 100 метрів батерфляєм (чоловіки)  | 54.84             | 38                | Завершив виступ  | Завершив виступ  | Завершив виступ  | Завершив виступ  |
| Jade Ashleigh Howard | 100 метрів вільним стилем (жінки) | 58.47             | 35                | Завершила виступ | Завершила виступ | Завершила виступ | Завершила виступ |